# Sindrome emolitico-uremica atipica
La sindrome emolitico-uremica atipica (SEUa o in inglese aHUS) è una patologia sistemica rara, grave e potenzialmente letale con esiti infausti. La SEUa colpisce sia gli adulti che i bambini ed è associata a microangiopatia trombotica (TMA). La TMA è caratterizzata dalla formazione di trombi all’interno dei piccoli vasi sanguigni di tutte le parti del corpo, che possono portare a complicanze sistemiche multiorgano. La SEUa è principalmente causata dall’attivazione cronica e incontrollata del sistema del complemento, una branca del sistema immunitario deputata alla difesa contro le infezioni e che svolge anche la funzione di apparato endogeno per l’eliminazione delle cellule morte. Normalmente il sistema del complemento presenta un elevato grado di auto-regolazione messo in atto grazie ad alcune proteine che ne controllano gli effetti; nella SEUa questa regolazione è però compromessa, prevalentemente a causa di mutazioni a carico delle proteine regolatrici del complemento. Le anomalie di questi meccanismi di controllo possono portare a un’eccessiva attivazione del sistema del complemento che in seguito porta al danneggiamento dei tessuti corporei stessi. La diagnosi rapida della patologia e l’avvio tempestivo dell’opportuno trattamento migliorano gli esiti e possono ridurre i rischi associati alla TMA e le conseguenti complicanze potenzialmente fatali, tra le quali insufficienza renale, ictus e infarto.

## Nomenclatura

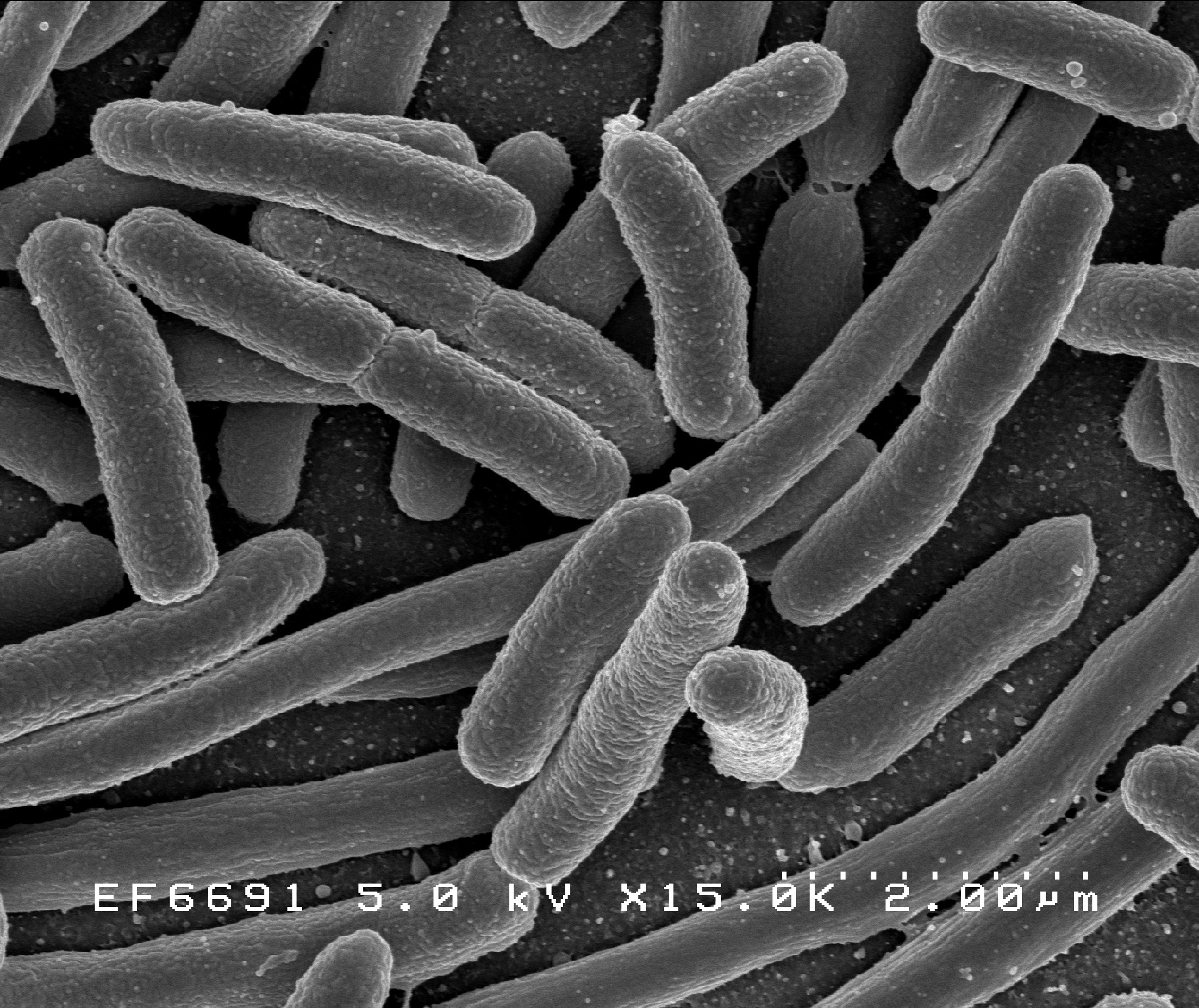
Escherichia coli

La SEUa è una forma di SEU (sindrome emolitico-uremica), che rappresenta solo il 5–10% dei casi pediatrici, ma interessa la maggior parte dei pazienti adulti affetti da SEU. I casi di SEU infantile sono in maggioranza causati da un’infezione provocata da batteri Escherichia coli che producono la tossina di Shiga; questa forma viene chiamata STEC-SEU (talvolta identificata anche con la sigla SEU D+). In alcune pubblicazioni si fa riferimento alla SEUa come sindrome emolitico-uremica diarrea negativa (SEU D-), tuttavia, questa nomenclatura potrebbe risultare fuorviante dal momento che fino al 30% dei pazienti manifesta diarrea. È stato suggerito di evitare l’uso della terminologia SEU D-.

## Epidemiologia
La SEUa si può presentare come sporadica o familiare, non sono state osservate differenze di razza, genere o area geografica. Dal momento che viene considerata una malattia ultra-rara (1 caso su 50'000 persone), i dati relativi all’incidenza della SEUa sono limitati. Un registro europeo che ha coinvolto 167 pazienti pediatrici ha documentato 3,3 casi su un milione nei bambini, con tassi più ridotti nei pazienti adulti. Un recente studio condotto su 214 pazienti affetti da SEUa indica un’incidenza paragonabile di casi infantili (41,6%) e in età adulta (58,4%) Il sito internet Orphanet (un portale dedicato alle malattie rare e ai farmaci orfani) segnala una prevalenza di 1–9 su un milione.

## Patogenesi
La SEUa è provocata da un’attivazione cronica e incontrollata del complemento risultante in danni endoteliali e agli organi. Nei soggetti sani, il sistema del complemento è deputato all’attacco e alla distruzione degli agenti patogeni, quali batteri, virus o cellule alterate, oltre che all’eliminazione dei detriti cellulari. Esso presenta 3 diverse vie di attivazione: la via classica, la via della lectina e la via alternativa. Mentre le prime due vie di attivazione hanno luogo come risultato del legame rispettivamente con complessi e microorganismi, la via alternativa è costantemente attiva, provocando così un’induzione continua della formazione del complesso di attacco alla membrana (MAC) che determina la lisi cellulare. Al fine di prevenire danni a organi e tessuti sani è pertanto fondamentale che il corpo sia in grado di regolare perfettamente il sistema del complemento. Nella SEUa, le mutazioni genetiche a carico delle proteine regolatrici del complemento (per es. CFH, CFB, CFI, MCP, CFHR 1 e 3 e trombomodulina) perturbano il delicato equilibrio delle vie di attivazione del sistema. La continua e incontrollata attività del complemento provoca danni alle cellule endoteliali (le cellule che rivestono i vasi sanguigni). La successiva attivazione prolungata di piastrine e globuli bianchi causa la TMA con conseguente ischemia, infiammazione dei vasi sanguigni con progressione a danni irreversibili ai tessuti, insufficienza multiorgano e, spesso, alla morte. Gran parte delle mutazioni presentano una penetranza intorno al 50% e pare che anche i fattori ambientali giochino un ruolo patogenetico importante.

## Presentazione clinica
La SEUa si manifesta spesso con sintomi non specifici, come malessere e affaticamento. Oltre la metà dei pazienti presenta danni renali, compresa malattia renale allo stadio terminale (ESRD). I sintomi più frequenti comprendono un’elevata concentrazione di creatinina,, oliguria, TMAedema ipertensione, ridotto tasso di filtrazione glomerulare stimato (eGFR) o proteinuria.
Si possono manifestare sintomi, comprese patologie prodromiche, a carico di altri sistemi che escludono i reni: 
- un terzo dei pazienti presenta eventi trombotici che non interessano i reni[28]
- Sistema neurologico: circa un paziente su due presenta segni e sintomi associati al cervello e al sistema nervoso:[29] confusione,[30] ictus,[29][30]convulsioni[29][30], coma[29][31] o encefalopatia[5]
- Sistema cardiovascolare: fino al 43% dei pazienti affetti da SEUa manifesta cardiomiopatia;[25][32] sono stati inoltre segnalati casi di infarto del miocardio (attacco cardiaco)[11][32], ipertensione (elevata pressione arteriosa)[1][25][32] o vasculopatia diffusa[6]
- Sistema gastrointestinale: nel 37% dei pazienti sono presenti segni e stintomi gastrointestinali:[3] colite,[10] dolore addominale,[10] pancreatite,[33] vomito,[33] gastroenterite,[5] necrosi epatica[5] o diarrea[13]
- Complicanze visive: occlusione oculare (ictus oculare)[34]
- Pelle: lesioni cutanee, ulcere, eruzione petecchiale[35]
- Complicanze polmonari[11]

Alcune condizioni predispongono i pazienti affetti da SEUa ad un alto rischio di manifestazioni di TMA.[16,23,35] I pazienti affetti da questa patologia manifestano la TMA attraverso condizioni come:
- Diarrea o gastroenterite
- Infezioni del tratto respiratorio superiore
- TMA associata a gravidanza
- Ipertensione maligna
- TMA associata a trapianto
- Glomerulopatia
- Patologie sistemiche quali lupus eritematoso sistemico (LES) e sclerodermia
- Patologie maligne

## Prognosi
Per i pazienti affetti da SEUa la prognosi a lungo termine è infausta. Fino al 79% dei pazienti, nonostante il ricorso alla terapia di supporto, muore o incorre in danni renali permanenti entro 3 anni. 
Nei casi di SEUa il trapianto renale viene raramente preso in considerazione per via dell’elevata incidenza di recidiva e di rigetto dell’organo trapiantato, che interessa fino al 90% dei pazienti affetti da TMA.  Di conseguenza, la maggior parte dei pazienti affetti da SEUa con ESRD si sottopone a dialisi continuativa, associata a prognosi infausta. Sui pazienti affetti da SEUa sono stati messi in atto tentativi di trapianto combinato fegato-rene, malgrado questa complessa procedura presenti un elevato tasso di mortalità (un caso su due).

## Diagnosi
La SEUa presenta le caratteristiche cliniche della TMA (trombocitopenia, emolitisi microangiopatica e sintomi di disfunzioni degli organi). Tuttavia la SEUa è la sola patologia a provocare una TMA sistemica, una caratteristica che rende fondamentale la diagnosi differenziale. Le altre forme principali di TMA sono la porpora trombotica trombocitopenica (PTT) e la sindrome uremica emolitica provocata da ‘’Escherichia coli’’, produttore della tossina di Shiga (STEC-SEU).
Dopo aver confermato la presenza di TMA tramite gli esami di laboratorio relativi a trombocitopenia, emolitisi microangiopatica e alle misure sintomatiche di disfunzioni degli organi, ai fini della diagnosi è fondamentale stabilire le cause scatenanti della patologia. Una valutazione dell’attività della ADAMTS13 può confermare la presenza di PTT o di SEUa, mentre un test per la tossina di Shiga consente di rilevare la STEC-SEU:
- Un valore di attività della ADAMTS13 pari o inferiore al 5% conferma la diagnosi di PTT
- Un campione fecale positivo al test per la tossina di Shiga e l’evidente presenza di un’infezione da STEC nei campioni sierologici conferma la diagnosi di STEC-SEU [43]
- Un valore di attività della ADAMTS13 superiore al 5% e l’assenza di tossine di Shiga nei campioni fecali aumentano le probabilità di una diagnosi positiva per la SEUa

In assenza dei risultati relativi all’attività della ADAMTS13, i livelli di creatinina sierica (SCr) e la conta piastrinica possono essere utilizzati nei pazienti con TMA per la previsione dell’attività della ADAMTS13. Negli adulti, un dosaggio di creatinina sierica >150–200 µmol/l (>1,7–2,3 mg/dl) o una conta piastrinica >30 000/mm3 possono in parte escludere una diagnosi di grave carenza di ADAMTS13 e quindi di PTT.
Sebbene la SEUa sia prevalentemente una patologia di origine genetica, il 30–50% dei pazienti non presenta una mutazione genetica identificabile. I test genetici rappresentano pertanto un’opzione poco affidabile per la diagnosi di questa patologia. Non tutte le mutazioni genetiche note hanno implicazioni prognostiche. Per questo motivo e a causa della loro scarsa disponibilità causata dai costi elevati e dai tempi di analisi particolarmente lunghi, i test genetici si rivelano inadatti per la valutazione iniziale e la gestione della SEUa.

## Centri ospedalieri specializzati
La SEUa è una malattia ultra-rara e quindi esiste in Italia un elenco di centri ospedalieri specificatamente specializzati nel trattamento di questa sindrome. Gli elenchi sono disponibili a questi siti:
- Sito orphanet
- Sito del governo italiano sulle malattie rare inserendo "Sindrome emolitico uremica"
- Sito della rete ERKNet (European Rare Kidney Disease Reference Network)

## Trattamento

### Scambio plasmatico/infusione plasmatica (SP/IP)
Nonostante l’utilizzo di SP/IP sia frequente, non sono state condotte sperimentazioni circa la sicurezza e l’efficacia di queste pratiche nella SEUa. Alcuni pazienti manifestano un miglioramento degli esiti ematologici, tuttavia, per altri, le alterazioni a carico del complemento e la TMA persistono malgrado il trattamento iniziale con SP/IP. È probabile che la limitata risposta clinica a SP/IP sia dovuta al fatto che questo trattamento non è sufficiente per rimuovere i fattori del complemento che presentano la mutazione o sostituire quelli carenti.
La Società americana di aferesi segnala un livello di raccomandazione 2C/debole per il trattamento della SEUa con SP/IP, a causa della qualità “bassa” o “molto bassa” delle evidenze che ne supportano l’utilizzo.

### Dialisi cronica
I pazienti affetti da SEUa che soffrono di ESRD vengono generalmente indirizzati alla dialisi, che presenta un tasso di sopravvivenza a 5 anni intorno al 50%. Dal momento che nei pazienti affetti da SEUa dializzati l’attivazione sistemica e incontrollata del complemento non si arresta, essi mostrano un’attività del complemento più pronunciata rispetto ai pazienti che non soffrono di questa patologia. I pazienti affetti da SUEa dializzati restano a rischio di TMA a carico di altri organi.

### Trapianto
Malgrado sia stato storicamente impiegato nei pazienti affetti da SEUa, il trapianto renale non è risolutivo per l’attivazione incontrollata del complemento che porta alla TMA sistemica e progressiva. Fino al 90% dei pazienti affetti da SEUa, a seconda della mutazione genetica, manifestano nuovamente la patologia dopo il trapianto di rene. Dopo il trapianto renale, l’attivazione continua e incontrollata del complemento associata alla SEUa provoca la perdita dell’organo trapiantato che, nella maggioranza dei pazienti, non può essere evitata malgrado il trattamento con SP/IP. A causa della disponibilità limitata di organi solidi, solo una minima parte dei pazienti può accedere al trapianto combinato fegato-rene. Inoltre, l’infiammazione e la TMA restano attive a livello degli altri organi e persiste un sostanziale rischio di morte che molti medici e pazienti potrebbero ritenere eccessivo.

### Eculizumab
L’Eculizumab è un anticorpo monoclonale umanizzato che si lega alla componente C5 del complemento responsabile dell’attivazione del complesso di attacco alla membrana (MAC), interrompendo così l’attività terminale incontrollata del complemento. Oggi l’Eculizumab è l’unico inibitore del complemento approvato in Unione Europea per il trattamento della SEUa negli adulti e nei bambini.

### Iptacopan
Iptacopan è un farmaco attualmente in analisi in uno studio clinico di Fase 3° per determinare se esso sia efficace e sicuro nel trattamento della SEUa nei pazienti adulti che non rispondo alle terapie per l'inibizione del sistema del complemento. Iptacopan è un farmaco orale che deve essere somministrato due volte al giorno. 